# Harold Dorman
Harold Kenneth Dorman (* 23. Dezember 1926; † 8. Oktober 1988) war ein US-amerikanischer Rock and Roll Sänger und Komponist.

## Leben
Dorman wuchs in einer Kleinstadt namens Drew im US-Bundesstaat Mississippi auf. Er schrieb einen Song namens Mountain of Love, den er im Jahr 1960 unter dem  Plattenlabel Rita aufnahm. Der Song wurde im selben Jahr ein Chart-Hit und erreichte Nr. 7 der US - R & B Single-Charts und Nr. 21 der Billboard Hot 100.  Obwohl es Dorman einziger Hit war, erwies sich Mountain of Love als beliebtes Lied für Coverversionen; Charley Pride, Johnny Rivers und Ronnie Dove erreichten damit die US-Charts. Es wurde auch von  Bruce Springsteen, The Beach Boys, Tommy Cash und Narvel Felts aufgezeichnet.
Dorman starb im Oktober 1988, im Alter von 61 Jahren.
Bear Family Records legte 1999 ein Album von Dorman auf.